# Eveleth Rangers
Die Eveleth Rangers waren eine US-amerikanische Eishockeymannschaft aus Eveleth, Minnesota. Die Mannschaft spielte von 1931 bis 1935 in der Central Hockey League.  

## Geschichte
Das Franchise war 1931 eines der fünf Gründungsmitglieder der Central Hockey League. In der Saison 1932/33 gewann die Mannschaft den Meistertitel der CHL. Im Anschluss an die Saison 1934/35 wurde die CHL mit der American Hockey Association fusioniert und die Eveleth Rangers stellten den Spielbetrieb ein.  